# コナミグループ
コナミグループ株式会社（英: KONAMI GROUP CORPORATION）は、ゲームソフトやアミューズメント機器の製造・販売とスポーツクラブの運営などを手掛けるコナミグループの純粋持株会社である。東京証券取引所プライム市場、ロンドン証券取引所に上場。日経平均株価およびJPX日経インデックス400の構成銘柄の一つ。

## 概要
アーケードゲームのほかにMSX、ファミリーコンピュータ、プレイステーションなどのパソコン･家庭用テレビゲーム機でジャンルを問わない多くの人気ゲーム作品を発表し、現在では関連子会社を通じてテレビゲームに留まらず、ソーシャルゲーム進出やカードゲームなどの玩具の製作・発売、スポーツクラブの運営も手掛けるなど、多角的に事業を展開している。1980年代、アーケードゲームから家庭用コンピューターゲームへ参入した老舗ゲームメーカーの中で、現在も独立を保っている数少ない存在である。

## 沿革
1969年3月21日、レコード業界に勤めていた上月景正ら3人が大阪府豊中市で創業し、1973年3月19日にコナミ工業株式会社として法人化した。社名は創業者らの名前の頭文字に由来する。当初はジュークボックスの修理販売とレコード供給を手掛けるところから始まり、その後、ルーレット式ギャンブル機の製造を開始した。しかし、ギャンブル機事業は商流に乗せるのに苦労続きで、アミューズメント市場に移行するきっかけを模索していた。
1975年12月、アミューズメント施設運営会社のマル三商会およびカトウがゲーム機の製造・販売事業を始めるためレジャックを設立した。コナミ工業はレジャックの下請ゲーム機メーカーとなり、1976年にルーレット式ギャンブル機を応用したメダルゲーム機『ピカデリーサーカス』を開発して成功した。この頃のゲーム機は全てレジャック名義で発表・発売され、日本国外の見本市では外国の流通会社のブースを間借りして出展していたため、コナミの名前が表に出ることは少なかった。1979年、レジャックの株式がコナミ工業に売却され、コナミ工業の販売子会社になった。コナミ工業はレジャックの株式を業界外の会社に譲渡した後、1981年9月、日本での販売・サービス事業をレジャックから引き継いだ。
1977年、コナミ工業はブロックくずしゲームの『ブロックヤード』を最初に、コンピュータゲームの開発を本格化した。1980年7月、米国のスターン・エレクトロニクスと業務提携を結び、インベーダーゲームをアレンジした『カミカゼ』を独占販売権付きで輸出販売した。これがコナミ工業にとって日本国外での本格的なゲームライセンス事業の始まりとなった。1981年、シューティングゲーム『スクランブル』を開発して米国を中心にヒットするも、日本ではコンピュータゲーム業界で騒動になっていた基板コピー問題に乗じた暴力団幹部から許諾料を脅し取られるというトラブルに会った。その反省から、1982年に販売子会社を設立するまではセガがコナミのゲームの製造販売権を持つことになった。
1980年5月、大阪府豊中市に新社屋完成。本社を移転。1982年3月、大阪市北区の大阪駅前第4ビルに本社を移転。同年6月1日、販売・サービス部門を独立させたコナミ株式会社を設立、後にコナミ株式会社はコナミ工業の製造部門も吸収し、コナミ工業はソフトウェア開発と海外事業を担当することになった。1983年3月、米国ロサンゼルス近郊のトーランスに最初の海外法人を設立して業務開始。同月、東京都千代田区九段南に本社を移転。
1982年10月、パーソナルコンピュータ用ゲームソフト事業に参入。1983年12月から『けっきょく南極大冒険』『ハイパーオリンピック』を始めとするMSX用ゲームソフトを発売して人気を集め、テレビ広告での販売促進やファミリーコンピュータへの移植による成功も影響し、1986年2月期には家庭用ゲーム機市場での売り上げが業務用ゲーム機を上回った。
1984年1月、元地方官僚の菱川文博が上月の要請を受けて入社し、会長に就任。1984年5月から代表取締役会長、1987年から1992年まで代表取締役社長を務めた。1984年10月、大阪証券取引所新二部（市場第二部特別指定銘柄）に上場した。1986年7月14日、神戸市中央区に地上10階、地下1階のコナミソフト開発ビルが完成し、同年8月25日に本社を移転した。同年8月22日、コーポレートアイデンティティ (CI) を導入し、新しいシンボルマークを制定した。この時、「コナミ」の社名変更が検討されたが、社員全員が現状維持を希望したため変更されなかった。
1988年2月、東京証券取引所市場第二部に上場。同年8月1日、東京証券取引所および大阪証券取引所市場第一部に上場し、アーケードゲーム機メーカーとしては初めての一部上場となった。
1991年6月1日、コナミ工業がコナミ株式会社を統合し、コナミ工業株式会社からコナミ株式会社に商号を変更。1992年4月21日、東京本社を東京都港区虎ノ門の城山JT森ビルに移転。同年10月1日、子会社のコナミエンタテインメントが神戸モザイクに同社初の大型アミューズメント施設「チルコポルト」を開設。
1994年11月9日、1994年9月中間期の最終損益が1984年の上場以来初めての赤字になる見通しを発表。家庭用ゲームソフトの販売不振、特に海外販売子会社のゲームソフト在庫の整理損が影響した。1995年4月3日、家庭用ゲームソフトの開発部門を新会社のコナミコンピュータエンタテインメント東京（KCE東京）とコナミコンピュータエンタテインメント大阪（KCE大阪）に移管した。1996年4月1日、コナミコンピュータエンタテインメントジャパン（KCEジャパン）を設立した。
1997年より業務用に発売された『beatmania』を始めとする『BEMANI』シリーズがゲームセンターで音楽ゲームブームを形成し、この家庭用もヒット。翌年に発売された家庭用ゲームソフトの『メタルギアソリッド』や『遊戯王デュエルモンスターズ』もミリオンセラーとなり、1999年3月期の売上高は1000億円、経常利益は100億円を超えた。
1999年9月、ロンドン証券取引所に上場。同年12月、神戸市中央区から東京都港区に本店登記を移転。2001年8月、ハドソンの株式を45%取得し関係会社化。
2002年3月、e-AMUSEMENT（業務用機器のオンラインサービス）を展開。同年8月、東京都千代田区の丸ビルに本社を移転。同年9月30日、ニューヨーク証券取引所に米国預託証券上場。
2003年4月1日、創立30周年を機に新ブランドロゴマークを導入。同年10月1日、日経平均株価（日経225）構成銘柄に採用された。
2005年4月1日、コナミ株式会社は分散していた開発リソースを集中するため、コナミコンピュータエンタテインメントスタジオとコナミコンピュータエンタテインメント東京、コナミコンピュータエンタテインメントジャパンを吸収合併した。
2006年3月、コナミ株式会社のデジタルエンタテインメント事業を、株式会社コナミデジタルエンタテインメントとして会社分割し、コナミ株式会社は純粋持株会社へ移行。
2007年4月、東京都港区の東京ミッドタウンに本社を移転。
2010年3月、アミューズメント施設向け電子マネー「PASELI（パセリ）」サービスを開始。
2012年6月、コナミ株式会社代表取締役社長に上月拓也が就任。
2015年10月1日、コナミ株式会社からコナミホールディングス株式会社に商号変更。2016年10月1日、グループ会社の事業再編を実施し、株式会社コナミアミューズメントが発足。
2019年、東京都中央区にコナミクリエイティブセンター銀座を建設し、2020年1月にeスポーツ施設「esports 銀座 studio」を開設した。
2020年4月1日、コナミホールディングス株式会社 代表取締役社長に東尾公彦が就任した。
2022年4月、東京証券取引所の市場区分の見直しにより、東証第一部からプライム市場に移行。7月1日、コナミホールディングス株式会社からコナミグループ株式会社に商号変更。10月、東京都江東区有明にコナミクリエイティブフロント東京ベイの建設工事を着工。
2023年3月、大阪市北区の大阪梅田ツインタワーズ・サウスにコナミ大阪スタジオを開設した。
2025年6月、株式会社コナミアーケードゲームスを設立。株式会社コナミアミューズメントのアーケードゲーム関連事業を承継した。

## 事業領域・事業会社
デジタルエンタテインメント事業
- 株式会社コナミデジタルエンタテインメント

モバイルゲーム、家庭用ゲーム、カードゲーム、音楽・映像ソフト、グッズ等の企画、制作、製造および販売。
アミューズメント事業
- 株式会社コナミアミューズメント

アミューズメントマシンの制作・製造・販売。
健康サービス事業
- コナミスポーツ株式会社

フィットネス、スイミング・体操・ダンス・サッカー・テニス・ゴルフなどのスクール運営、およびスポーツ関連商品の開発・製造・販売。
カジノ事業
- Konami Gaming, Inc

ゲーミング機器の開発・製造・販売。

## 主な事業所
- 本店：東京都中央区銀座1丁目11番1号
- 本社事務所：東京都中央区晴海1丁目8番11号（晴海アイランドトリトンスクエア オフィスタワーY棟 39階）
- 東京テクニカルセンター：神奈川県座間市東原5丁目1番1号
- 一宮事業所：愛知県一宮市高田字池尻1番地
- 神戸テクニカルセンター：兵庫県神戸市西区高塚台6丁目3番地
- 大阪スタジオ：大阪府大阪市北区梅田2丁目5番25号
- コナミ那須キャンパス：栃木県那須郡那須町大字高久乙3376

## 主なゲーム・玩具・アニメ
デジタルエンタテインメント商品一覧・アーケードゲーム一覧・メダルゲーム一覧を参照。

## グループブランドロゴ
1981年3月にKONAMIのロゴマーク（青のロゴタイプ）を制定。1986年8月のCI導入時に、オレンジとレッドの曲線の帯を斜めに並べたシンボルマークとグレーのロゴタイプを組み合わせたものに変更された。このシンボルマークは若さ・知性・感性・創造・テクノロジーおよび人と企業の躍動を象徴したものとしている。
創立30周年の2003年にロゴデザインを一新し、赤を基調にしたロゴタイプとなった。
この赤は「コナミレッド」と命名され、安定性を持ちつつ独創性・革新性を強くアピールする色として、コナミグループのコーポレートカラーとなっている。また、用途によって「コナミレッド背景に白色のロゴ」「白色背景にコナミレッドのロゴ」を使い分けている。

ロゴの歴史
1981年3月
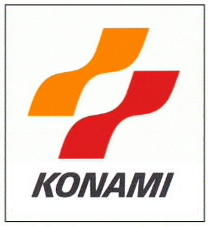
1986年8月
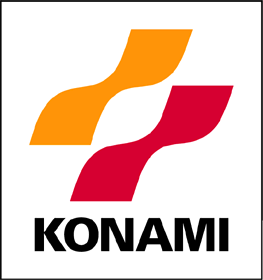
1998年10月
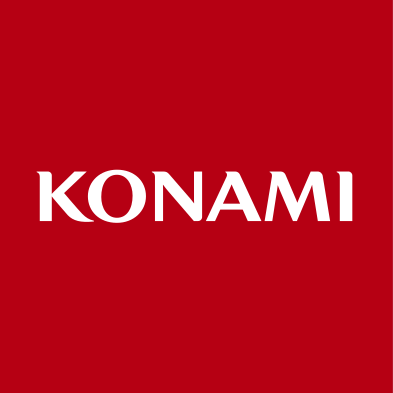
2003年4月（コナミレッド背景）
2003年4月（白色背景）

## コナミの知的財産戦略
コナミは、著作権・特許権・商標権などの知的財産の取得・活用を経営戦略の重要な柱の一つとし、著作権・特許法違反に該当すると判断した事案に対しては厳しい姿勢で臨んでいる。
2008年には、経済産業省から特許戦略優良企業として知財功労賞を受賞し、2009年の知財功労賞表彰式のシンポジウムでは、コナミによる基調講演が行われた。
2011年には、イノベーションに積極的で知的財産権保護の遵守に努め、かつ世界に影響を及ぼす発明をもたらした企業として、「トムソン・ロイター 2011 Top100 グローバル・イノベーター・アワード」も受賞している。
2023年の他社特許への拒絶理由として引用された特許件数を企業別に集計した「ゲーム・エンターテインメント業界 他社牽制力ランキング2023」では、最も引用された企業として1位にランキングされた。
知的財産の占有と自主管理
コナミの著作物に付随する権利は基本的に法務部により自主管理されており、一部の音楽ソフトを除いてJASRACなどの管理団体には委託していない。
1999年には野球ゲームでプロ野球選手・球団名の実名を使用する権利を日本野球機構との契約により独占し、他社の野球ゲーム発売に際し、コナミを介してのサブライセンス供与を渋ったとして後に独占禁止法違反で公正取引委員会から警告を受けている（DRAMATIC BASEBALLを参照）。
1999年頃から2000年にかけて他社の製品やサービス、雑誌名等の商標登録を出願する動きがあった。コナミが他社に商標使用料を請求することはなかったが、関係者やユーザーから批判が起こり、一部のユーザーが不買運動を行ったり、特許庁に商標登録しないように働きかけた。最終的にそれらの商標は登録されない結果になっている。
法人に対する主な訴訟
- 1996年11月27日 - 『ときめきメモリアル』の改変セーブデータを販売していたスペックコンピュータに対し、著作物の同一性保持権を侵害しているとして提訴。
  - 2001年2月13日 - 最高裁判所は上告を棄却し、コナミ側の勝訴が確定した。詳細はときめきメモリアルメモリーカード事件を参照。
- 1999年6月7日 - ジャレコのVJなどが『BEMANIシリーズ』の特許権を侵害しているとして提訴した。
  - 2000年7月3日 - コナミとナムコ（当時、現バンダイナムコエンターテインメント）が和解、2000年12月18日にはコナミとジャレコが和解した。
- 2005年8月25日 - Neople（韓国）が開発、Hanbit Soft（韓国）が運営のオンライン野球ゲーム『新野球』が、『実況パワフルプロ野球』の著作権を侵害しているとして提訴した。
  - 2006年7月20日 - ソウル中央地方裁判所はコナミ側敗訴の判決を下した。
- 2023年3月31日 - Cygamesの『ウマ娘 プリティーダービー』がコナミが保有する特許侵害したことを理由に賠償金40億と『ウマ娘』のゲーム差止を求め提訴。5月17日に公式報道[51]。

## スポンサー活動
- 日本オリンピック委員会 - オフィシャルパートナー
- 日本野球機構（子会社のコナミデジタルエンタテインメントがNPBパートナーとして協賛）
  - 日本選手権シリーズ - 2011年から2013年までの間、冠スポンサー「KONAMI日本シリーズ」として協賛（ただし、NPBパートナーである子会社ではなく、コナミ本社・およびグループ全体での特別協賛）
  - アジアシリーズ - 2005年から2007年まで「KONAMI CUPアジアシリーズ」として協賛
- 読売ジャイアンツ - 1997年から2001年までファームのユニフォーム袖スポンサー
- 野球日本代表 - 2013年から協賛
- 2013 ワールド・ベースボール・クラシック - グローバルパートナー
- Jリーグ - 2002年からオフィシャルスポンサー→トップパートナー
- 東京ヴェルディ1969 - 1996年 - 2002年までスポンサー
- サッカー日本代表 - 2013年からサポーティングカンパニー
- なでしこリーグ - 2012年 - 2013年までオフィシャルスポンサー
- 棋王戦 (将棋) - 2021年（第47期）は特別協力、2022年（第48期）より冠スポンサー「棋王戦コナミグループ杯」として特別協賛

## 主な提供番組
現在
- 関西テレビ制作・月曜夜10時枠の連続ドラマ（関西テレビ制作・フジテレビ系列）※カウキャッチャー
- 読売テレビ制作土曜夕方5時30分枠のアニメ（読売テレビ制作・日本テレビ系列、2024年4月以降）※カウキャッチャー
- プリキュアシリーズ（朝日放送テレビ・ABCアニメーション共同制作・テレビ朝日系列、2024年4月以降）※カウキャッチャー

過去
| - 遊☆戯☆王シリーズ（テレビ東京） - 遊☆戯☆王デュエルモンスターズ - 遊☆戯☆王デュエルモンスターズGX - 遊☆戯☆王5D's - 遊☆戯☆王ZEXAL - 遊☆戯☆王ARC-V - 遊☆戯☆王VRAINS - 遊☆戯☆王SEVENS - 遊☆戯☆王ゴーラッシュ!! - 遊戯王デュエルモンスターズ20thリマスター - オレカバトル&ドラゴンコレクション（テレビ東京） - おはコロシアム（テレビ東京） - ラブひな（テレビ東京） - コロッケ!（テレビ東京） - ギャグコロスタジオ（テレビ東京） - MÄR-メルヘヴン-（テレビ東京） - ハヤテのごとく!（テレビ東京） - 絶対可憐チルドレン（テレビ東京） - DEAR BOYS（テレビ東京） - ボンバーマンジェッターズ（テレビ東京） - テニスの王子様（テレビ東京） - ヒカルの碁（テレビ東京） - アイシールド21（テレビ東京） - 仰天人間バトシーラー（テレビ東京） - 超GALS!寿蘭（テレビ東京） - キャプテン翼（テレビ東京、平成版のみ） - わがまま☆フェアリー ミルモでポン!（テレビ東京） - 超星神シリーズ（テレビ東京） - おとぎ銃士 赤ずきん（テレビ東京） - BLUE DRAGON（テレビ東京） - Get Ride! アムドライバー（テレビ東京） - 魔法先生ネギま!（テレビ東京） - ネギま!?（テレビ東京） - 極上生徒会（テレビ東京） - きらりん☆レボリューション（テレビ東京） | - ときめきメモリアル Only Love（テレビ東京） - 天元突破グレンラガン（テレビ東京） - 極上!!めちゃモテ委員長（テレビ東京） - FAIRY TAIL（テレビ東京） - おはスタ（テレビ東京） - ダイヤのA actII（テレビ東京） - 和風総本家（テレビ大阪制作・テレビ東京系列全国ネット）※2016年10月から2020年3月まで。 - 特命リサーチ200X（日本テレビ） - 8時だヨ!全員集合（TBS）※1985年頃。コントで「ハイパーオリンピック殿様バージョン」が生まれるきっかけにもなった。 - 加トちゃんケンちゃんごきげんテレビ（TBS） - アニメがんばれゴエモン（TBS） - RAVE（TBS） - GetBackers-奪還屋-（TBS） - 探偵学園Q（TBS） - アニメサタデー630・100%パスカル先生&プリプリちぃちゃん!!（MBS制作・TBS系列全国ネット） - 呪術廻戦（再放送版）（MBS制作・TBS系列全国ネット） - ニセコイ（MBSテレビ他） - 情熱大陸（MBS制作・TBS系列全国ネット）(2022年4月〜9月) - ツヨシしっかりしなさい（フジテレビ） - ちびまる子ちゃん（フジテレビ） - 花さか天使テンテンくん（フジテレビ） - HUNTER×HUNTER（フジテレビ） - とんねるずのみなさんのおかげでした（フジテレビ） - 鬼滅の刃 刀鍛冶の里編（フジテレビ系列全国ネット）※第9話より - にじいろジーン（関西テレビ制作・フジテレビ系列全国ネット）※ 2012年4月7日から2017年3月25日まで。 - 朝日放送テレビ制作日曜朝8時30分枠のアニメ （ABCテレビ制作・テレビ朝日系列、1987年4月5日から2008年3月30日まで。）※カウキャッチャー - やべっちFC〜日本サッカー応援宣言〜（テレビ朝日） - ワールドプロレスリング（テレビ朝日） - ボボボーボ・ボーボボ（テレビ朝日） - 夢色パティシエール（読売テレビ制作・日本テレビ系列全国ネット） - べるぜバブ（読売テレビ制作・日本テレビ系列全国ネット） - プロ野球No.1決定戦!バトルスタジアム（読売テレビ制作・日本テレビ系列全国ネット、2019年度・2020年放送） - シャインポスト（日本テレビ）※一社提供、10話まで。 - ぬらりひょんの孫（東京MXテレビ他） - CLUB db（文化放送） |